# Enver Hoxha

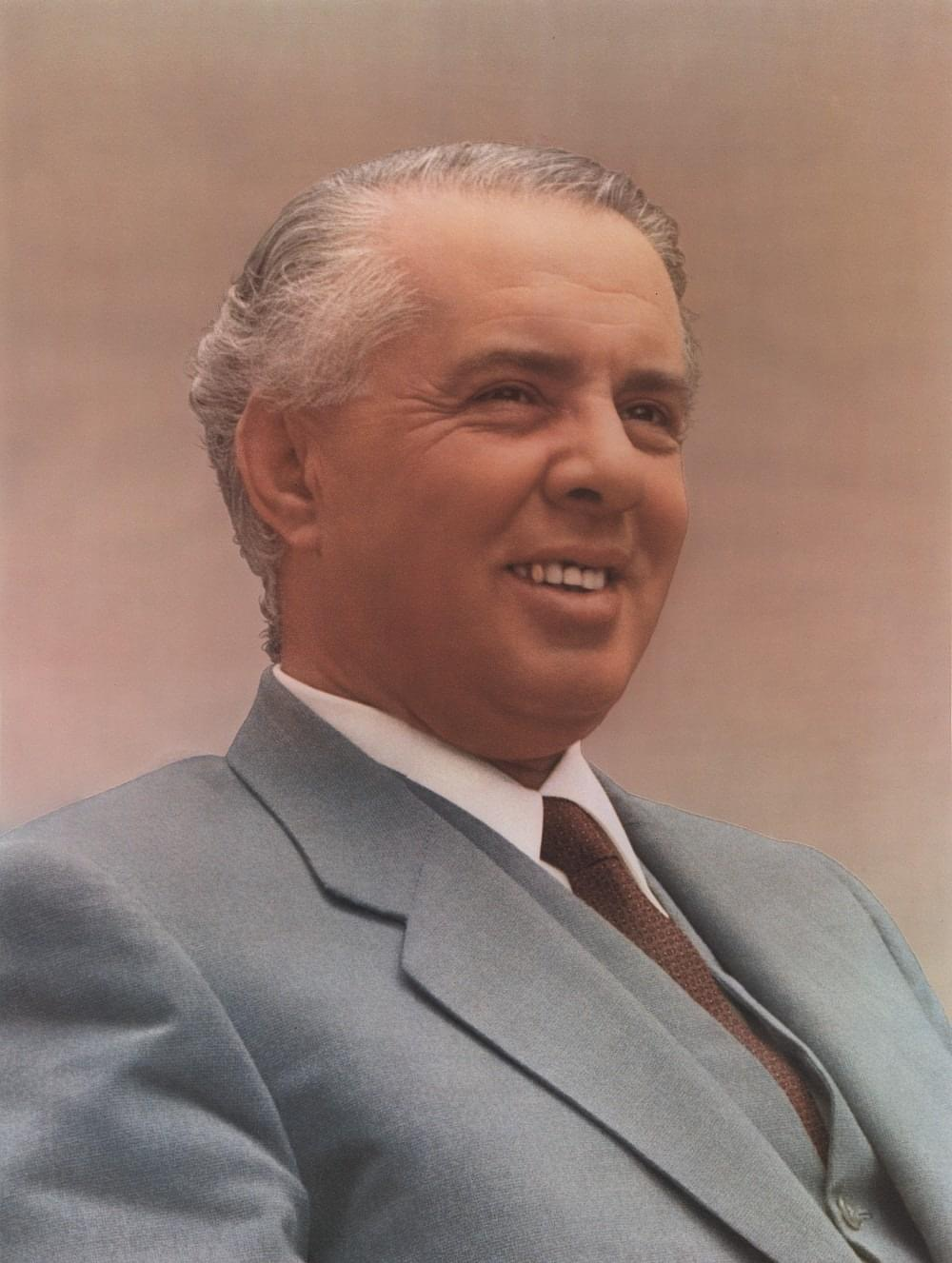
Enver Hoxha (offizielles Porträt, 1985)

Enver Halil Hoxha [ɛnˈvɛɾ ˈhodʒa] , deutsch auch Enver Hodscha (* 16. Oktober 1908 in Gjirokastra; † 11. April 1985 in Tirana) war ein albanischer kommunistischer Diktator. Er war von 1946 bis 1985 Staats- und Parteichef der Sozialistischen Volksrepublik Albanien.

## Werdegang

### Herkunft, frühe Jahre und Familie

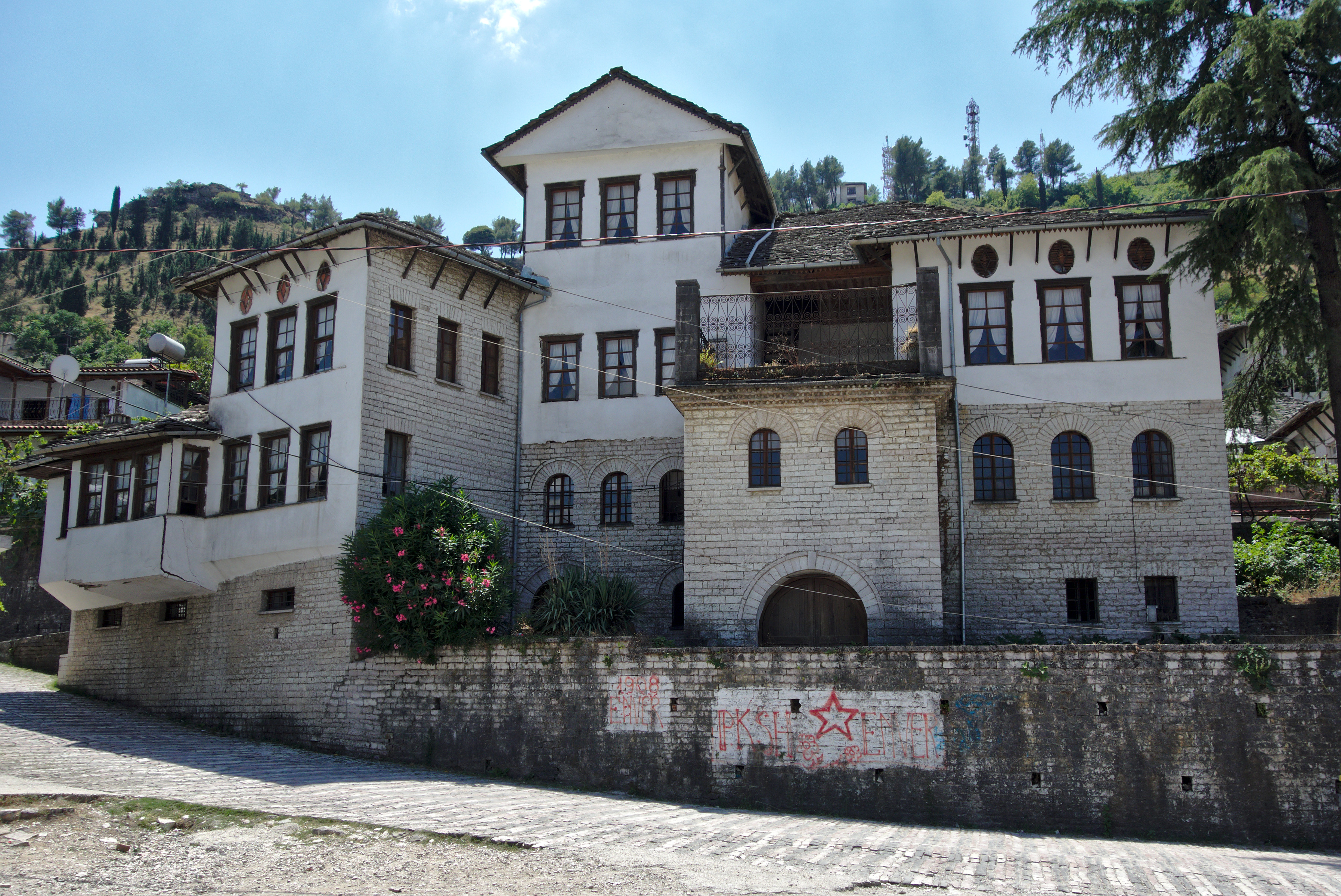
Das wiederaufgebaute Geburtshaus Enver Hoxhas im typischen osmanischen Stil ist heute das örtliche Ethnografische Museum

Hoxha wurde als Sohn einer wohlhabenden muslimischen Familie in der damals osmanischen Stadt Gjirokastra geboren; die Mutter hieß Gjylihan (Gjylo), der Vater Halil war Apotheker – nach anderen Quellen Tuchhändler – und stand dem Bektaschi-Orden nahe. Vierzehn Tage bevor Enver zum Studium nach Frankreich ging, schickte ihn sein Vater zu İlbasanlı Selim Rûhi Baba von der Zall-Tekke, wo er dessen Segen erhielt. 1927 schloss er erfolgreich das französische Lyzeum in Korça ab und studierte in der Folge von 1930 bis 1934 in Montpellier und Paris. Von 1934 bis 1936 studierte er weiter in Brüssel Rechtswissenschaften und wurde dort Sekretär im albanischen Konsulat. In Frankreich und Belgien kam Hoxha erstmals intensiv mit kommunistischen Ideen in Berührung. Nach seiner Rückkehr ins Königreich Albanien arbeitete er 1936 als Französischlehrer in seiner ehemaligen Schule in Korça, bis er 1939 ein Berufsverbot erhielt. Danach betrieb er einen Tabakladen in der Hauptstadt Tirana.
Enver Hoxha war mit Nexhmije Hoxha (1921–2020) verheiratet und hatte zwei Söhne, Ilir und Sokol, sowie eine Tochter, Pranvera.

### Gründung der Partei der Arbeit Albaniens, Engagement in der Partisanenbewegung und Machtübernahme

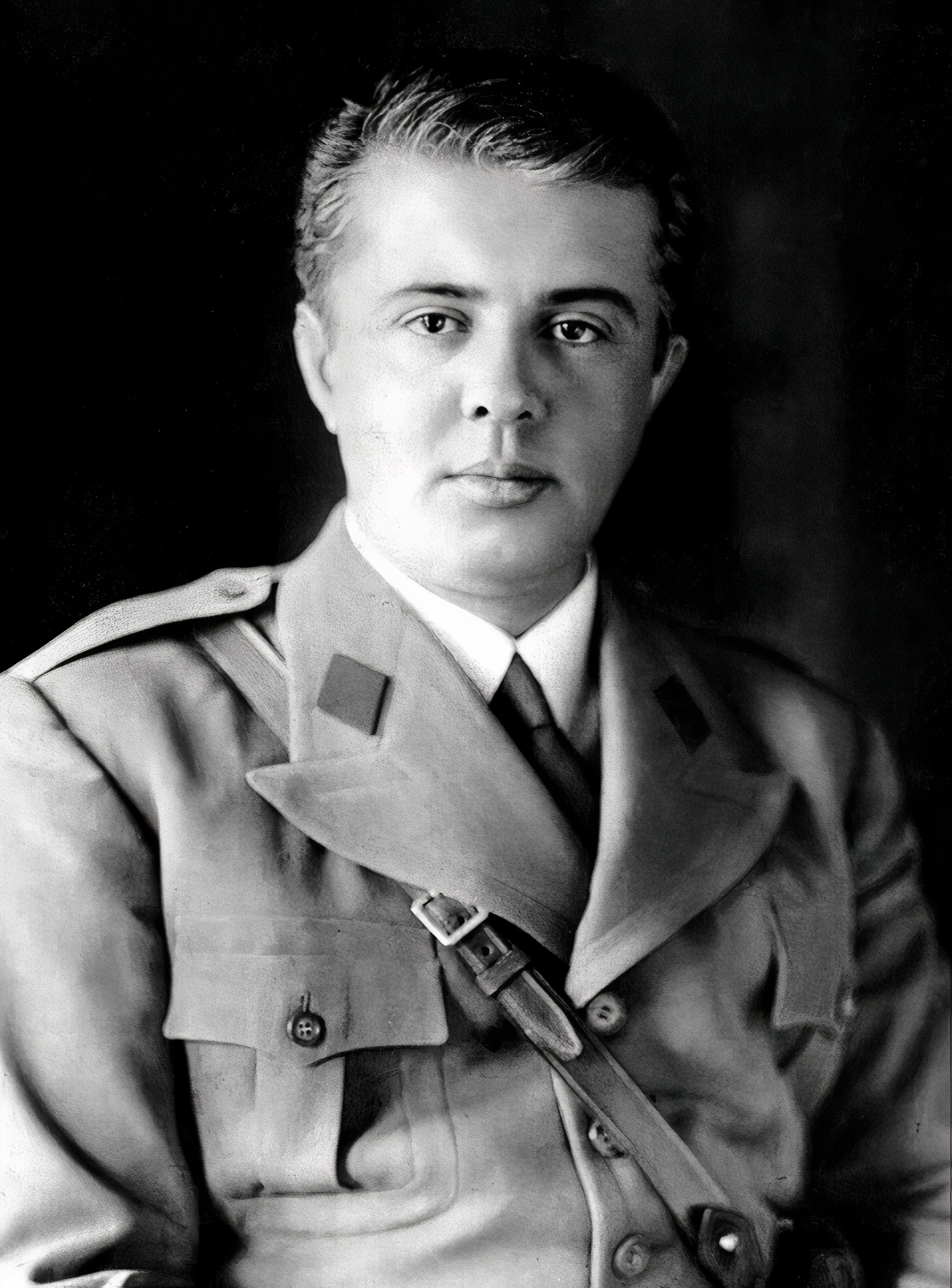
Der junge Enver Hoxha im Kriegsjahr 1940

Mit jugoslawischer Hilfe baute er die 1941 gegründete Kommunistische Partei Albaniens auf, deren Vorsitzender er ab 1943 war und die 1948 in Partei der Arbeit Albaniens (PAA) umbenannt wurde. Während des Zweiten Weltkriegs übernahm er in der Widerstandsbewegung gegen die Besatzungsmächte und im Partisanenkampf bald führende Aufgaben. Am 22. Oktober 1944 wurde das von den Kommunisten dominierte „Antifaschistische Nationale Befreiungskomitee“ in eine „Demokratische Regierung Albaniens“ unter Enver Hoxha als Ministerpräsident umgewandelt. Am 17. November 1944 wurde Tirana eingenommen. Am 29. November 1944 verließen die letzten Truppen der Wehrmacht Albanien. Am 11. Januar 1946 rief Hoxha die Sozialistische Volksrepublik Albanien aus. Zu diesem Zeitpunkt hatte er bereits Mitglieder seines Familienclans in zahlreichen führenden Partei- und Regierungsämtern platziert.
Wirtschaftliche und politische Spannungen mit Jugoslawien aufgrund politisch-ideologischer Meinungsverschiedenheiten mit dessen Staatspräsidenten Josip Broz Tito führten ab 1948 dazu, dass sich Enver Hoxha eng an Stalins Sowjetunion anlehnte. Gleichzeitig ließ er nach dem Vorbild Stalins Parteisäuberungen durchführen und Oppositionelle töten.
Trotz mehrerer schwerer gesundheitlicher Schläge (Diabetes, Herzinsuffizienz und kleinere Schlaganfälle) führte er bis zuletzt die politischen Geschäfte und leitete mehrere „Säuberungsaktionen“, bei denen zahlreiche Menschen, zumeist missliebig gewordene Politiker und Intellektuelle, zum Tode oder zu langjährigen Freiheitsstrafen mit nachfolgender Internierung verurteilt wurden; die letzte 1982–1983 gegen Witwe und Söhne des mächtigen Ministerpräsidenten Mehmet Shehu und die Spitze des Sicherheitsdienstes Sigurimi sowie den Außen- und den Gesundheitsminister. Shehu selbst starb 1981 unter ungeklärten Umständen und wurde von Hoxha im Anschluss zum „Volksfeind“ und Agenten mehrerer Geheimdienste deklariert. Vielfach wurde behauptet, Shehu sei durch Suizid gestorben.

### Bündnis mit der Volksrepublik China

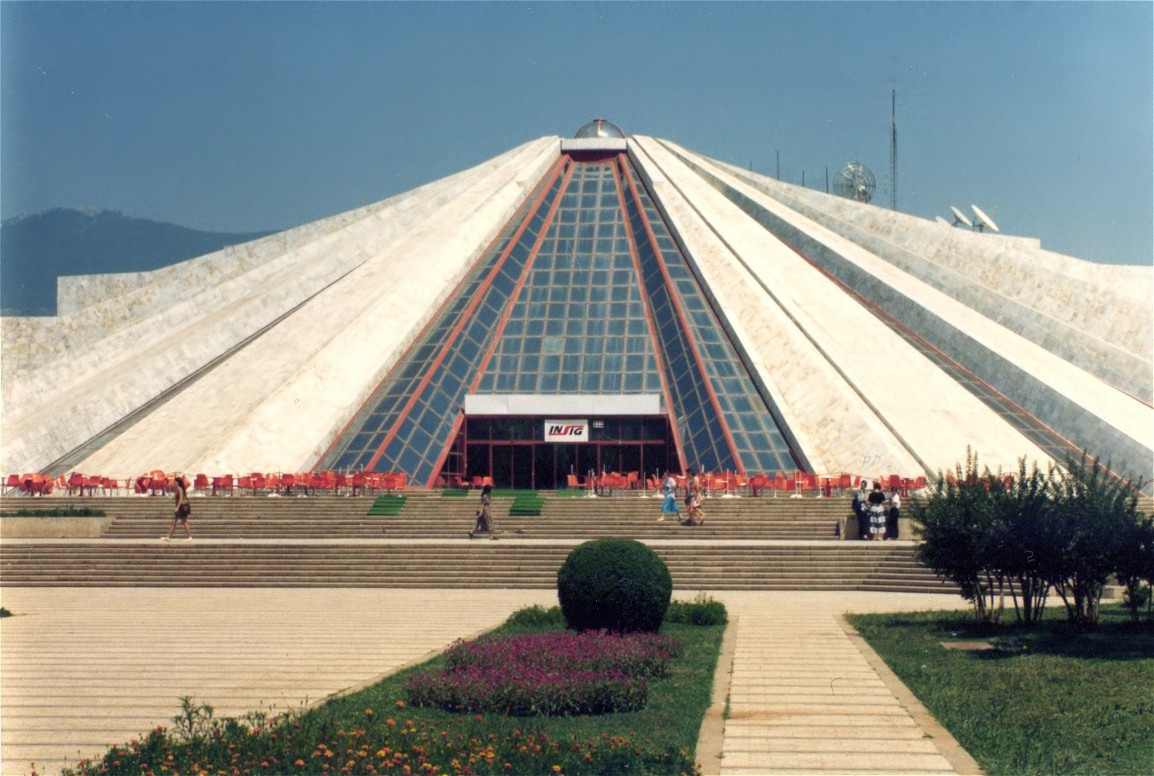
Die Pyramide von Tirana, das ehemalige Enver-Hoxha-Museum

Der Tod Stalins und die Entstalinisierung in der Sowjetunion führten ab 1956 dazu, dass Enver Hoxha 1961 die Beziehungen zur UdSSR abbrach, diejenigen zu den meisten osteuropäischen Staaten auf ein niedriges Niveau reduzierte und stattdessen ein enges Bündnis mit der Volksrepublik China einging. Auch die Beziehungen zur westlichen Welt und zu den meisten blockfreien Staaten hatten wenig Substanz, was Hoxha und andere Parteiführer nicht daran hinderte, sich bei französischen Ärzten behandeln und die eigenen Kinder in Frankreich und Schweden studieren zu lassen. Zunächst wurde nach dem Bruch mit der Sowjetunion der Maoismus zur offiziellen Linie der Partei der Arbeit Albaniens erhoben. Alle religiösen Traditionen des Landes wurden radikal bekämpft und schließlich erklärte Hoxha 1967 Albanien zum „ersten atheistischen Staat der Welt“. Moscheen und insbesondere Kirchen wurden zweckentfremdet und zum großen Teil zerstört. 1968 trat Albanien unter Hoxhas Führung formell aus dem Warschauer Pakt aus. Später kritisierte Hoxha die seines Erachtens „anarchistischen, trotzkistischen, bürgerlichen, ausgeprägt chauvinistischen und rassistischen Anschauungen“ Mao Zedongs und weiterer führender Politiker Chinas.
Nach dem Tod von Lin Biao (1971) sowie Mao Zedong (1976) und der damit einhergehenden Veränderung der chinesischen Politik brach Hoxha dann 1978 endgültig die privilegierten Beziehungen zur Volksrepublik China ab, wobei die diplomatischen Beziehungen auf niedrigem Niveau erhalten blieben. Bis zu seinem Tode 1985 betrieb Hoxha eine isolationistische Außenpolitik der völligen Bindungslosigkeit.
Seine im Alter zunehmende paranoide Angst vor Angriffen ausländischer Großmächte und der Nachbarstaaten führte dazu, dass Hoxha zur Verteidigung Albaniens den Bau von 750.000 Bunkern im Land in Auftrag gab. Der dazu notwendige Ausbau der Betonindustrie und der Import von Stahl belastete die albanische Wirtschaft auf Jahre stark und erzeugte im Volk ein Bild permanenter äußerer Bedrohung.
Seit dem Jahr 1968 erschien eine Ausgabe der Werke (albanisch Vepra) Enver Hoxhas, die 1990 mit Band 71 abgebrochen wurde. Daneben wurden Tagebücher und Memoirenbände des Diktators veröffentlicht. Ziel der  Werkausgabe war es, Enver Hoxha zu einem klassischen Theoretiker des Marxismus-Leninismus zu erheben.
Unter allen kommunistischen Diktatoren des östlichen Europas war er derjenige mit der längsten Amtszeit.

### Tod und Personenkult bis zum Ende der Diktatur

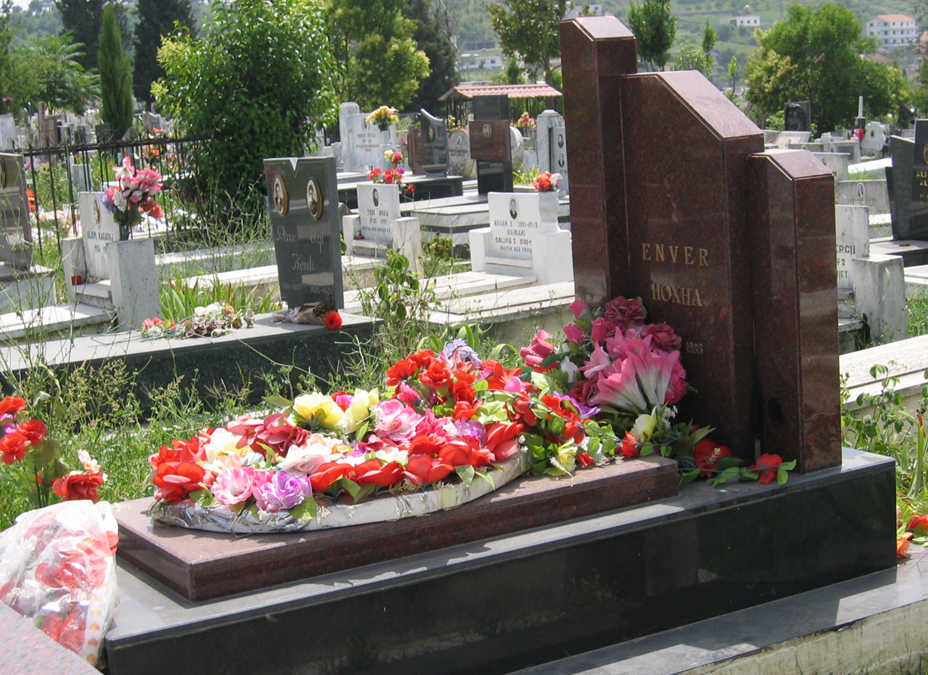
Grab Hoxhas auf dem Friedhof Sharra

Enver Hoxha starb am 11. April 1985 in Tirana im Alter von 76 Jahren an Herzversagen. Er wurde auf dem Friedhof der Kriegshelden in Tirana begraben. Sein politischer Erbe Ramiz Alia (1925–2011) übernahm die Führung der Partei und des Staates.
Das Kulturzentrum Pyramide von Tirana war ursprünglich ein Museum für Hoxha. Die zahlreichen Institutionen, die seinen Namen getragen hatten, wurden nach seinem Tod umbenannt.
Der Hoxha-Kult im sozialistischen Albanien schlug sich allgegenwärtig in Spruchbändern und Plakaten nieder, in Liedern und Parolen wie Popull – Parti – Enver (Volk – Partei – Enver), die zum Beispiel in Bergwände geschlagen oder mit hellen Steinen ausgelegt wurden und kilometerweit sichtbar waren.
Auch nach seinem Tod wurde der Personenkult bis zum Sturz der Diktatur fortgesetzt. Deutlich zum Ausdruck brachten dies die überlebensgroßen Statuen in verschiedenen Städten, darunter eine vergoldete Statue auf dem Skanderbeg-Platz in Tirana, die im Februar 1991 bei den Studentenprotesten gestürzt wurde. Sein Grab war bis 1992 auf dem Heldenfriedhof der Hauptstadt von einer Ehrengarde bewacht. Dann wurde sein Leichnam exhumiert und auf dem Friedhof Sharra am westlichen Rand von Tirana bestattet.

## Schriften
- Vepra. [„Werke“] (71 Bände) Shtëpia Botuese „8 Nëntori“, Tiranë, 1968–1990. Gesammelte Werke aus dem Zeitraum von November 1941 bis Oktober 1979.

Theoretische Werke
- Die jugoslawische „Selbstverwaltung“, kapitalistische Theorie und Praxis. Verlag „8 Nëntori“, Tirana, 1978.
- Imperialismus und Revolution. Verlag Roter Morgen, Dortmund, 1980. ISBN 3-88196-209-3. Ursprünglich veröffentlicht im April 1978.
- Eurokommunismus ist Antikommunismus. Verlag Roter Morgen, Dortmund, 1980, ISBN 3-88196-211-5.

Memoiren
- Begegnungen mit Stalin. Erinnerungen. Verlag „8 Nëntori“, Tirana, 1984, auch: Verlag Roter Morgen, Dortmund 1980, ISBN 3-88196-210-7.
- Die Chruschtschowianer. Erinnerungen. Verlag „8 Nëntori“, Tirana, 1980.
- Anglo-amerikanische Machenschaften in Albanien. Erinnerungen aus dem nationalen Befreiungskampf. Verlag „8 Nëntori“, Tirana, 1982.
- Die Titoisten. Historische Aufzeichnungen. Verlag „8 Nëntori“, Tirana, 1983. Ursprünglich veröffentlicht Ende 1982.
  - Auszüge in: „Die Zeit“, Nr. 3/1983, S. 6.
- Kindheitsjahre. Verlag „8 Nëntori“, Tirana, 1983.
  - übersetzt und kommentiert von Basil Schader (Hrsg.): Kindheitsjahre. Erinnerungen an Gjirokastra 1908–1927. Kommentierte Studienausgabe. Böhlau Verlag, Wien 2021, ISBN 978-3-205-21305-5.

Aus dem politischen Tagebuch
- Betrachtungen über den Nahen und Mittleren Osten, 1958–1983. Aus dem politischen Tagebuch. Verlag „8 Nëntori“, Tirana, 1984.
- Die Supermächte, 1959–1984. Aus dem politischen Tagebuch. Verlag „8 Nëntori“, Tirana, 1986.
- Betrachtungen über China. Aus dem politischen Tagebuch. (2 Bände) Verlag „8 Nëntori“, Tirana, 1979. Tagebucheinträge aus dem Zeitraum von April 1962 bis Dezember 1977.